# Omanolidia triangularis
Omanolidia triangularis är en insektsart som beskrevs av Nielson 1996. Omanolidia triangularis ingår i släktet Omanolidia och familjen dvärgstritar. Inga underarter finns listade i Catalogue of Life.